# Super Bowl 50
Super Bowl 50 je bio završna utakmica 96. po redu sezone nacionalne lige američkog nogometa. U njoj su se sastali pobjednici AFC konferencije Denver Broncosi i pobjednici NFC konferencije Carolina Panthersi. Pobijedili su Broncosi rezultatom 24:10, kojima je to bio treći osvojeni naslov.
Utakmica je odigrana na Levi's Stadiumu u Santa Clari u Kaliforniji, kojoj je to bilo prvo domaćinstvo utakmice Super Bowla.

## Tijek utakmice
| Četvrtina | Vrijeme | Momčad | Informacija o promjeni rezultata                                                         | Rezultat | Rezultat |
| Četvrtina | Vrijeme | Momčad | Informacija o promjeni rezultata                                                         | Broncos  | Panthers |
| --------- | ------- | ------ | ---------------------------------------------------------------------------------------- | -------- | -------- |
| 1         | 10:43   | DEN    | field goal (McManus)                                                                     | 3        | 0        |
| 1         | 6:27    | DEN    | touchdown nakon osvojenog fumblea(Jackson), uspješan pokušaj za dodatni poen (McManus)   | 10       | 0        |
| 2         | 11:25   | CAR    | touchdown probijanjem (Stewart), uspješan pokušaj za dodatni poen (Gano)                 | 10       | 7        |
| 2         | 6:58    | DEN    | field goal (McManus)                                                                     | 13       | 7        |
| 3         | 8:18    | DEN    | field goal (McManus)                                                                     | 16       | 7        |
| 4         | 10:21   | CAR    | field goal (Gano)                                                                        | 16       | 10       |
| 4         | 3:08    | DEN    | touchdown probijanjem (Anderson), uspješan pokušaj za dva dodatna poena (Manning-Fowler) | 24       | 10       |

## Statistika utakmice

### Statistika po momčadima
| Statistika                                                      | Denver Broncos | Carolina Panthers |
| --------------------------------------------------------------- | -------------- | ----------------- |
| Prvih pokušaja                                                  | 11             | 21                |
| Ukupno osvojenih jardi                                          | 194            | 315               |
| Broj napada probijanjem                                         | 28             | 27                |
| Ukupno jardi osvojenih probijanjem                              | 90             | 118               |
| Broj napada s kompletiranim dodavanjem/ukupno napada dodavanjem | 13/23          | 18/41             |
| Ukupno jardi osvojenih dodavanjem                               | 104            | 197               |
| Izgubljenih lopti                                               | 2              | 4                 |
| Prekršaji (izgubljenih jardi)                                   | 6 (51)         | 12 (102)          |
| Vrijeme posjeda lopte (min:s)                                   | 27:13          | 32:47             |

### Statistika po igračima
| Quarterback          | Dodavanja* | Yds** | TD*** | Int**** |
| -------------------- | ---------- | ----- | ----- | ------- |
| Peyton Manning (DEN) | 13/23      | 141   | 0     | 1       |
| Cam Newton (CAR)     | 18/41      | 265   | 0     | 1       |

Napomena: * - broj kompletiranih dodavanja/ukupno dodavanja, ** - ukupno jardi dodavanja, *** - broj touchdownova (polaganja), **** - broj izgubljenih lopti